# Condal
Condal é uma comuna francesa na região administrativa de Borgonha-Franco-Condado, no departamento Saône-et-Loire. Estende-se por uma área de 16,33 km². Em 2010 a comuna tinha 458 habitantes (densidade: 28 hab./km²).